# Esdeveniments incompatibles
Dos esdeveniments E i F d'un experiment aleatori s'anomenen incompatibles (o disjunts) quan no tenen cap esdeveniment en comú, és a dir quan la intersecció de les subclasses E i F és buida: E intersecció F = conjunt buit, el que fa: {\displaystyle \mathbb {P} (E\cap F)=0}.

En altres paraules aquests dos esdeveniments són incompatibles si i només si la realització simultània de E i F és impossible.
Si E i F són dos esdeveniments incompatibles, llavors es té: {\displaystyle \mathbb {P} (E\cup F)=\mathbb {P} (E)+\mathbb {P} (F)} (per fer-ho més senzill: P(E O F) = P(E) + P(F))

Si E i F són dos esdeveniments compatibles, llavors es té: {\displaystyle \mathbb {P} (E\cup F)=\mathbb {P} (E)+\mathbb {P} (F)\mathbf {-\mathbb {P} (E\cap F)} } (per fer-ho més senzill: P(E O F) = P(E) + P(F) - P(E I F))
No confondre aquesta noció amb la d'esdeveniments independents. De fet, dos esdeveniments E i F de probabilitats no nul·les no poden ser a la vegada incompatibles i independents.